# Corrado Contin
Corrado Contin (Aquileia, 7 gennaio 1922 – Wickenburg, 16 novembre 2001) è stato un calciatore italiano, di ruolo terzino.
Nell'immediato dopoguerra ha militato per diverse stagioni nella Roma. Successivamente ha partecipato al campionato colombiano.